# Liste des routes du Manitoba
La liste des routes du Manitoba répertorie l'ensemble des routes provinciales de la province canadienne du Manitoba, soit les routes provinciales principales (en anglais : Provincial Trunk Highways) et les routes provinciales secondaires (en anglais : Provincial Roads).

## Routes principales
Les routes principales sont numérotées de 1 à 99 pour les routes majeures et de 100 à 199 pour les routes de déviation ou en embranchement (au nombre de quatre).
Les routes provinciales 1 et 75, ainsi que la route périphérique autour de la capitale provinciale Winnipeg (routes 100 et 101), sont les plus importantes de la province et constituent des routes à voies divisées sur la majeure partie de leur longueur avec certaines sections aux normes autoroutières. Les routes 1A, 3, 4, 7, 8, 9, 9A, 10, 12, 14, 16, 44, 52 et 59 comportent également des sections divisées. Les limites de vitesse oscillent généralement entre 90 km/h et 110 km/h.
| Numéro    | Longueur (km) | Longueur (mi) | Terminus sud ou ouest                                                            | Terminus nord ou est                                              | Notes                                   |
| --------- | ------------- | ------------- | -------------------------------------------------------------------------------- | ----------------------------------------------------------------- | --------------------------------------- |
| Route 1   | 489,00        | 304,00        | SK-1 à la frontière de la Saskatchewan près de Kirkella                          | Route 17 à la frontière de l'Ontario près de West Hawk Lake       | Route transcanadienne                   |
| Route 1A  | 31,00         | 19,00         | PTH-1 près de Kemnay PTH-1 près de Portage la Prairie                            | PTH-1 / PTH-10 à Brandon PTH-1 près de Portage la Prairie         | Anciens segments de la PTH-1            |
| Route 2   | 315,00        | 196,00        | SK-13 à la frontière de la Saskatchewan près de Sinclair                         | PTH-100 à Oak Bluff                                               |                                         |
| Route 3   | 395,00        | 245,00        | SK-18 à la frontière de la Saskatchewan près de Pierson                          | Route 155 à Winnipeg                                              |                                         |
| Route 3A  | 11,00         | 6,80          | PTH-3 près de Clearwater                                                         | PTH-3 / PTH-34 / PR 423 près de Clearwater                        |                                         |
| Route 4   | 9,00          | 5,60          | PTH-9 / PTH-9A près de Selkirk                                                   | PTH-59 près de Selkirk                                            |                                         |
| Route 5   | 401,00        | 249,00        | ND 4 à la frontière canado-américaine près de Cartwright                         | SK-10 à la frontière de la Saskatchewan près de Roblin            |                                         |
| Route 5A  | 8,00          | 5,00          | Route commerciale à Dauphin                                                      | Route commerciale à Dauphin                                       | Ancien segment de la PTH-5              |
| Route 6   | 732,00        | 455,00        | PTH-101 près de Winnipeg                                                         | PR 391 à Thompson                                                 |                                         |
| Route 7   | 104,00        | 65,00         | Route 90 à Winnipeg                                                              | Route 68 à Arborg                                                 |                                         |
| Route 8   | 162,00        | 101,00        | Route 180 à Winnipeg                                                             | Parc provincial d'Hecla/Grindstone                                |                                         |
| Route 9   | 84,00         | 52,00         | Route 52 à Winnipeg                                                              | PR 222 / PR 231 à Gimli                                           |                                         |
| Route 9A  | 7,40          | 4,60          | PTH-9 près de Selkirk                                                            | PTH-4 / PTH-9 à Selkirk                                           |                                         |
| Route 10  | 804,00        | 500,00        | US 281 / ND 3 à la frontière canado-américaine près de Boissevain                | SK-167 à la frontière de la Saskatchewan à Flin Flon              |                                         |
| Route 10A | 19,00         | 12,00         | Routes commerciales à Dauphin, Ethelbert, Swan River et Flin Flon                | Routes commerciales à Dauphin, Ethelbert, Swan River et Flin Flon | Anciens segments de la PTH-10           |
| Route 11  | 140,00        | 87,00         | PTH-1 près de Hadashville                                                        | PTH-59 près de Victoria Beach                                     |                                         |
| Route 12  | 256,00        | 159,00        | MN-313 à la frontière canado-américaine près de Middlebro                        | Grand Beach                                                       | MOM's Way                               |
| Route 13  | 51,00         | 32,00         | PTH-3 PR 245 à Carman                                                            | PTH-1 / PR 430 près d'Oakville                                    |                                         |
| Route 14  | 50,00         | 31,00         | PTH-3 près de Winkler                                                            | PTH-75 près de Letellier                                          |                                         |
| Route 15  | 77,00         | 48,00         | Route 115 à Winnipeg                                                             | PTH-11 à Elma                                                     |                                         |
| Route 16  | 267,00        | 166,00        | SK-16 à la frontière de la Saskatchewan près de Harrowby                         | PTH-1 / PR 305 près de Portage la Prairie                         | Route Yellowhead                        |
| Route 16A | 9,00          | 5,60          | Route commerciale à Minnedosa                                                    | Route commerciale à Minnedosa                                     |                                         |
| Route 17  | 127,00        | 79,00         | PTH-9 près de Winnipeg Beach                                                     | PR 224 / PR 325 près de Hodgson                                   |                                         |
| Route 18  | 65,00         | 40,00         | ND 30 à la frontière canado-américaine près de Lena                              | PTH-2 près de Wawanesa                                            |                                         |
| Route 19  | 34,00         | 21,00         | PTH-10 près de Wasagaming                                                        | PTH-5 à Norgate                                                   |                                         |
| Route 20  | 169,00        | 105,00        | PTH5 / PR 582 à Ochre River                                                      | PTH-10 à Cowan                                                    |                                         |
| Route 20A | 5,00          | 3,10          | Route commerciale à Dauphin                                                      | Route commerciale à Dauphin                                       |                                         |
| Route 21  | 189,00        | 117,00        | ND 14 à la frontière canado-américaine près de Goodlands                         | PTH-45 / PR 577 à Oakburn                                         |                                         |
| Route 22  | 22,00         | 14,00         | PTH-23 près d'Elgin                                                              | PTH-2 / PR 250 à Souris                                           |                                         |
| Route 23  | 276,00        | 171,00        | PTH-21 près de Hartney                                                           | PTH-59 à La Rochelle                                              |                                         |
| Route 24  | 82,00         | 51,00         | PTH-83 à Miniota                                                                 | PTH-10 / PR 262 à Tremaine                                        |                                         |
| Route 25  | 29,00         | 18,00         | PR 259 près de Wheatland                                                         | PTH-10 près de Forrest                                            |                                         |
| Route 26  | 64,00         | 40,00         | PTH-1 près de Portage la Prairie                                                 | PTH-1 près de Saint-François-Xavier                               |                                         |
| Route 27  | 3,00          | 1,90          | PTH-8 près de Winnipeg                                                           | PTH-9 / PR 238 près de Winnipeg                                   |                                         |
| Route 30  | 25,00         | 16,00         | ND 18 à la frontière canado-américaine à Gretna                                  | PTH-14 / PR 332 à Rosenfeld                                       |                                         |
| Route 31  | 22,00         | 14,00         | ND 1 à la frontière canado-américaine à Windygates                               | PTH-3 / PR 240 à Darlingford                                      |                                         |
| Route 32  | 23,00         | 14,00         | ND 32 à la frontière canado-américaine près de Rosengart                         | PTH-14 / PR 428 à Winkler                                         |                                         |
| Route 34  | 142,00        | 88,00         | ND 20 à la frontière canado-américaine près de Fallison                          | PTH-16 à Gladstone                                                |                                         |
| Route 39  | 164,00        | 102,00        | PTH-10 à Simonhouse                                                              | PTH-6 à Ponton                                                    |                                         |
| Route 41  | 69,00         | 43,00         | PTH-1 / PR 542 à Kirkella                                                        | PTH-16 / PTH-83 près de Binscarth                                 |                                         |
| Route 42  | 56,00         | 35,00         | PTH-41 près de Saint-Lazare                                                      | PTH-16 à Shoal Lake                                               |                                         |
| Route 44  | 149,00        | 93,00         | PTH-9 à Lockport                                                                 | PTH-1 près de West Hawk Lake                                      | Historic Highway No. 1                  |
| Route 45  | 106,00        | 66,00         | PTH-16 / PTH-83 à Russell                                                        | PTH-10 près d'Erickson                                            | Russell Subdivision Trail               |
| Route 49  | 1,50          | 0,93          | SK-49 à la frontière de la Saskatchewan près de Benito                           | PTH-83 près de Benito                                             |                                         |
| Route 50  | 124,00        | 77,00         | PTH-5 / PR 361 à McCreary                                                        | PTH-16 près de Westbourne                                         |                                         |
| Route 52  | 35,00         | 22,00         | PTH-59 près de Tourond                                                           | PR 210 / PR 302 à La Broquerie                                    |                                         |
| Route 57  | 1,50          | 0,93          | SK-57 à la frontière de la Saskatchewan dans le Parc provincial de Duck Mountain | PTH-83 près San Clara                                             |                                         |
| Route 59  | 221,00        | 137,00        | US 59 à la frontière canado-américaine près de Tolstoi                           | Victoria Beach                                                    |                                         |
| Route 60  | 182,00        | 94,00         | PTH-10 près d'Overflowing River                                                  | PTH-6 près de Grand Rapids                                        |                                         |
| Route 67  | 46,00         | 29,00         | PTH-6 à La Broquerie                                                             | PTH-9 à Lower Fort Garry                                          |                                         |
| Route 68  | 220,00        | 140,00        | PTH-5 à Sainte-Rose du Lac                                                       | PTH-8 à Hnausa                                                    |                                         |
| Route 75  | 101,00        | 63,00         | I-29 / US 81 à la frontière canado-américaine près d'Emerson                     | PTH-100 / Route 42 à Winnipeg                                     |                                         |
| Route 77  | 42,00         | 26,00         | SK-3 à la frontière de la Saskatchewan près de Westgate                          | PTH-10 près de Baden                                              |                                         |
| Route 83  | 402,00        | 250,00        | US 83 à la frontière canado-américaine près de Lena                              | PTH-10 à Swan River                                               |                                         |
| Route 83A | 4,10          | 2,50          | Route commerciale à Swan River                                                   | Route commerciale à Swan River                                    |                                         |
| Route 89  | 10,00         | 6,20          | MN 89 à la frontière canado-américaine près de Piney                             | PTH-12 / PR 203 près de Piney                                     |                                         |
| Route 100 | 40,00         | 25,00         | Route de ceinture de Winnipeg (sud de la PTH-1)                                  | Route de ceinture de Winnipeg (sud de la PTH-1)                   | Fait partie de la route transcanadienne |
| Route 101 | 50,00         | 31,00         | Route de ceinture de Winnipeg (nord de la PTH-1)                                 | Route de ceinture de Winnipeg (nord de la PTH-1)                  |                                         |
| Route 110 | 14,00         | 8,70          | PTH-10 près de Brandon                                                           | PTH-1 près de Brandon                                             |                                         |
| Route 190 | 10,00         | 6,20          | PTH-101 à Winnipeg                                                               | Routes 25 / Route 90 à Winnipeg                                   |                                         |
|           |               |               |                                                                                  |                                                                   |                                         |

## Routes secondaires
Les routes provinciales secondaires sont numérotées de 200 à 632. Certaines d'entre elles sont en gravier sur une partie ou la totalité de leur longueur. La limite de vitesse oscille généralement de 80 km/h à 100 km/h.